# Jorsale
Jorsale (auch Jorsalle) ist ein Dorf in der Region Khumbu im Osten Nepals. Es liegt auf einer Höhe von etwa 2810 m am Fluss Dudhkoshi auf dem Mount Everest Trek zwischen Lukla und Namche Bazar.
Der Ort befindet sich bereits im Sagarmatha-Nationalpark und ist touristisch geprägt. Während des Erdbebens im Jahr 2015 wurde Jorsale weitgehend zerstört.